# Корралес, Марсело
Марсело Энрике Корралес Гарсия (исп. Marcelo Enrique Corrales García; род. 20 февраля 1971, Сантьяго, Чили) — чилийский футболист, нападающий. Известен своими выступлениями за такие клубы, как Палестино, Кокимбо Унидо и Унион Сан-Фелипе, а также за сборную Чили.

## Карьера

### Клубная карьера
Марсело Корралес начал свою профессиональную карьеру в 1988 году в клубе «Палестино», где провёл пять сезонов, забив 23 гола в 61 матче. В 1994 году он перешёл в «Универсидад Католика», но не смог закрепиться в основном составе, сыграв всего 3 матча. После этого он выступал за такие клубы, как «Депортес Темуко», «Провинсиаль Осорно», «Сантьяго Уондерерс» и «Унион Сан-Фелипе», где демонстрировал высокую результативность.
В 2001 году Корралес перешёл в эмиратский клуб «Аль-Шабаб», но его статистика в этом клубе неизвестна. Вернувшись в Чили, он играл за «Универсидад де Чили» и «Депортес Пуэрто-Монт», где в сезоне 2003 года забил 30 голов в 32 матчах, став одним из лучших бомбардиров лиги.
С 2004 по 2007 год Корралес выступал за «Кокимбо Унидо», где стал легендой клуба, забив 55 голов в 132 матчах. В 2005 году он помог команде выйти в финал чемпионата Чили, где они уступили «Унион Эспаньоле». В 2008 году он перешёл в «Мунисипаль Икике», а затем вернулся в «Унион Сан-Фелипе», где в сезоне 2008/2009 забил 26 голов в 26 матчах, установив личный рекорд.
Завершил карьеру в 2012 году в клубе «Сан-Антонио Унидо», где сыграл 13 матчей и забил 5 голов.

### Сборная Чили
Марсело Корралес дебютировал за сборную Чили в 2001 году на Кубке Америки 2001, где сыграл 2 матча и забил 1 гол. Это были его единственные матчи за национальную команду.

## Достижения
- Победитель Примеры B: 2009 (Унион Сан-Фелипе).
- Обладатель Кубка Чили: 2009 (Унион Сан-Фелипе).

## Личная жизнь
Сын Марсело Корралеса, Хоан, также стал футболистом и выступал за молодёжную команду Кокимбо Унидо, а в 2019 году играл за шведский клуб Рогсведс ИФ.